# كولر ماستر
كولر ماستر (بالإنجليزية: Cooler Master Co., Ltd) هي شركة مصنعة لمكونات الكمبيوتر يقع مقرها في تايوان، تأسست في 1992، تنتج الشركة صناديق الحواسيب، ومغذيات الطاقة، أنظمة التبريد المائية والهوائية الخاصة بالحواسيب، وملحقات الحاسوب.
إلى جانب أعمال البيع بالتجزئة الخاصة بها، تعد الشركة مصنعة للمعدات الأصلية لحلول التبريد للشركات الأخرى، مثل نفيديا (مبردات كرت الشاشة) و(مبردات وحدة المعالجة المركزية) الخاصة بشركة إي إم دي، و(المشتتات الحرارية الخاصة بلوحات) إي في جي إيه، قامت الشركة بتوسيع عملياتها في مجتمع الألعاب ورعت فعاليات الألعاب الإلكترونية الكبرى. بعض منتجاتها قد فازت بجوائز منها جائزة آي أف لتصميم المنتجات.
يقع المقر الرئيسي للشركة في مقاطعة تشونغ، مدينة تايبيه الجديدة، في تايوان، وتقع منشأتها الصناعية في هوي تشو في الصين. لدعم العمليات الدولية تمتلك الشركة أيضاً مكاتب أخرى في عدة دول، بما فيها الولايات المتحدة الأمريكية في مقاطعة فيرمونت وتشينو في ولاية كاليفورنيا، وهولندا في إندهوفين، وألمانيا في اغسبورغ، وروسيا في موسكو، والبرازيل في ساوباولو.

## ألبوم الصور

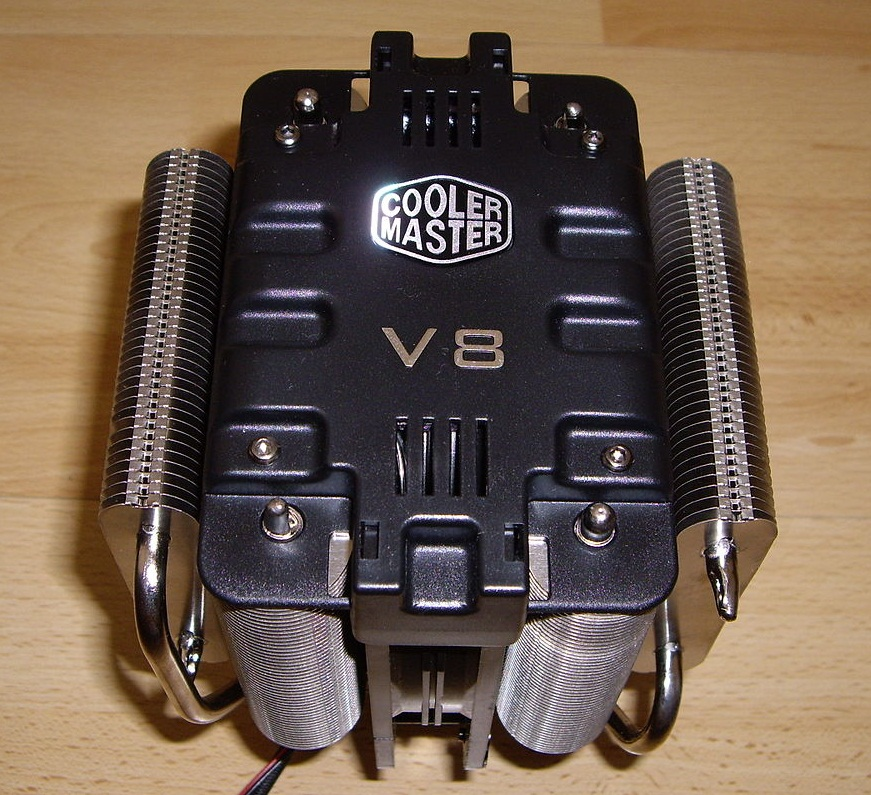
مبرد كولر ماستر في 8 هوائي عام 2009
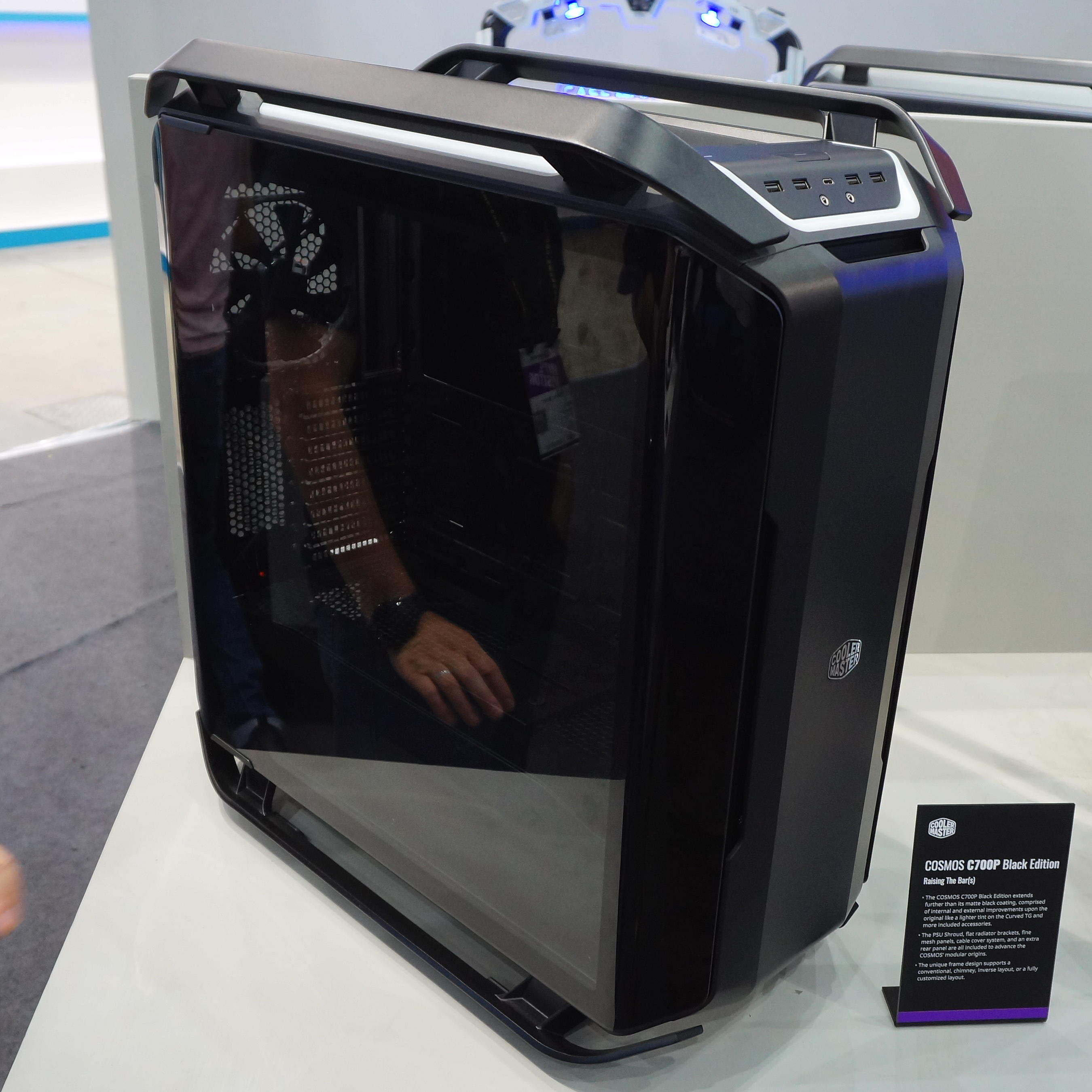
صندوق كولر ماستر الكون سي 700بي النسخة السوداء
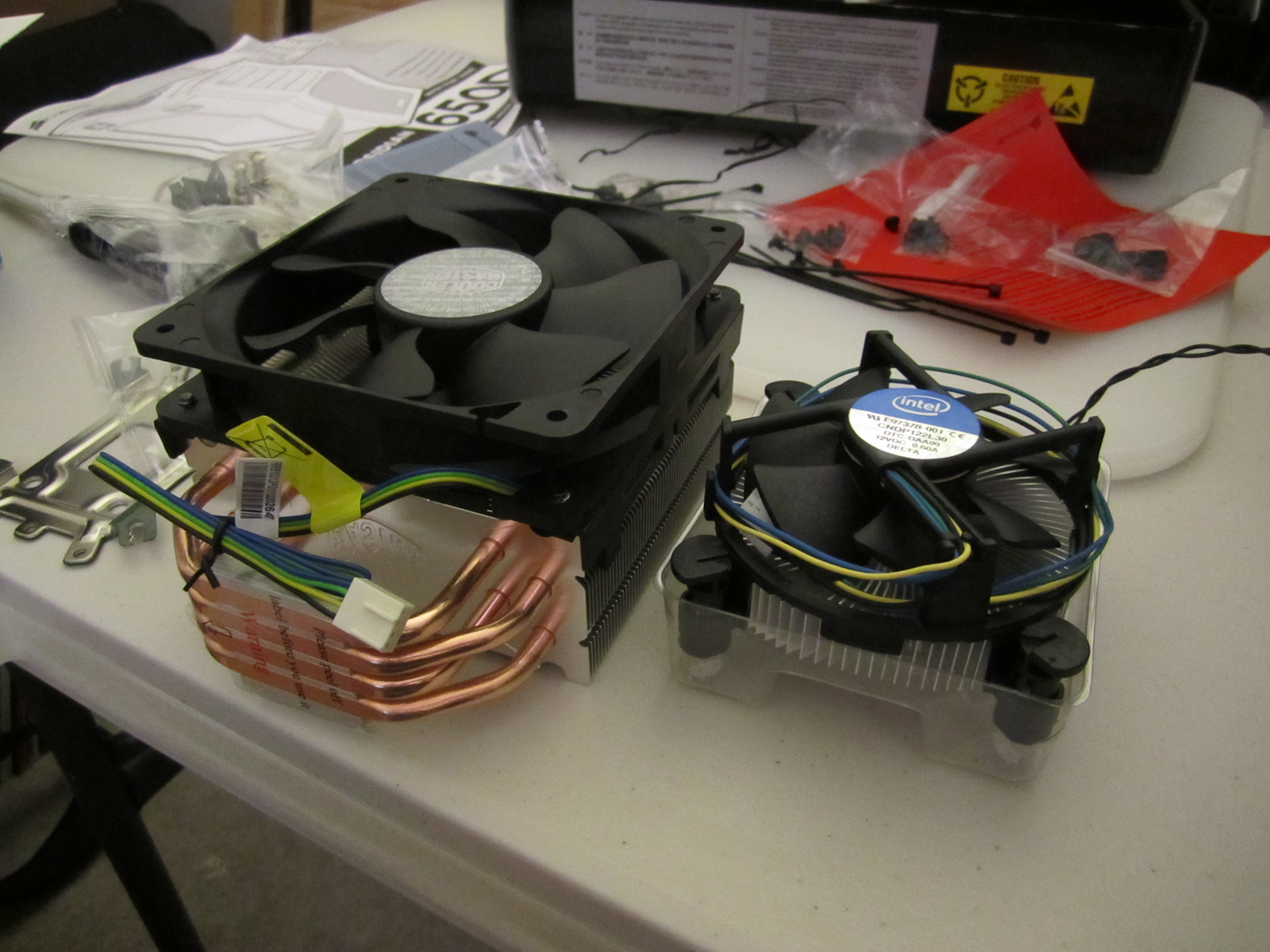
مروحة ماستر هايبر 212 بالمقارنة مع مروحة إنتل التقليدية
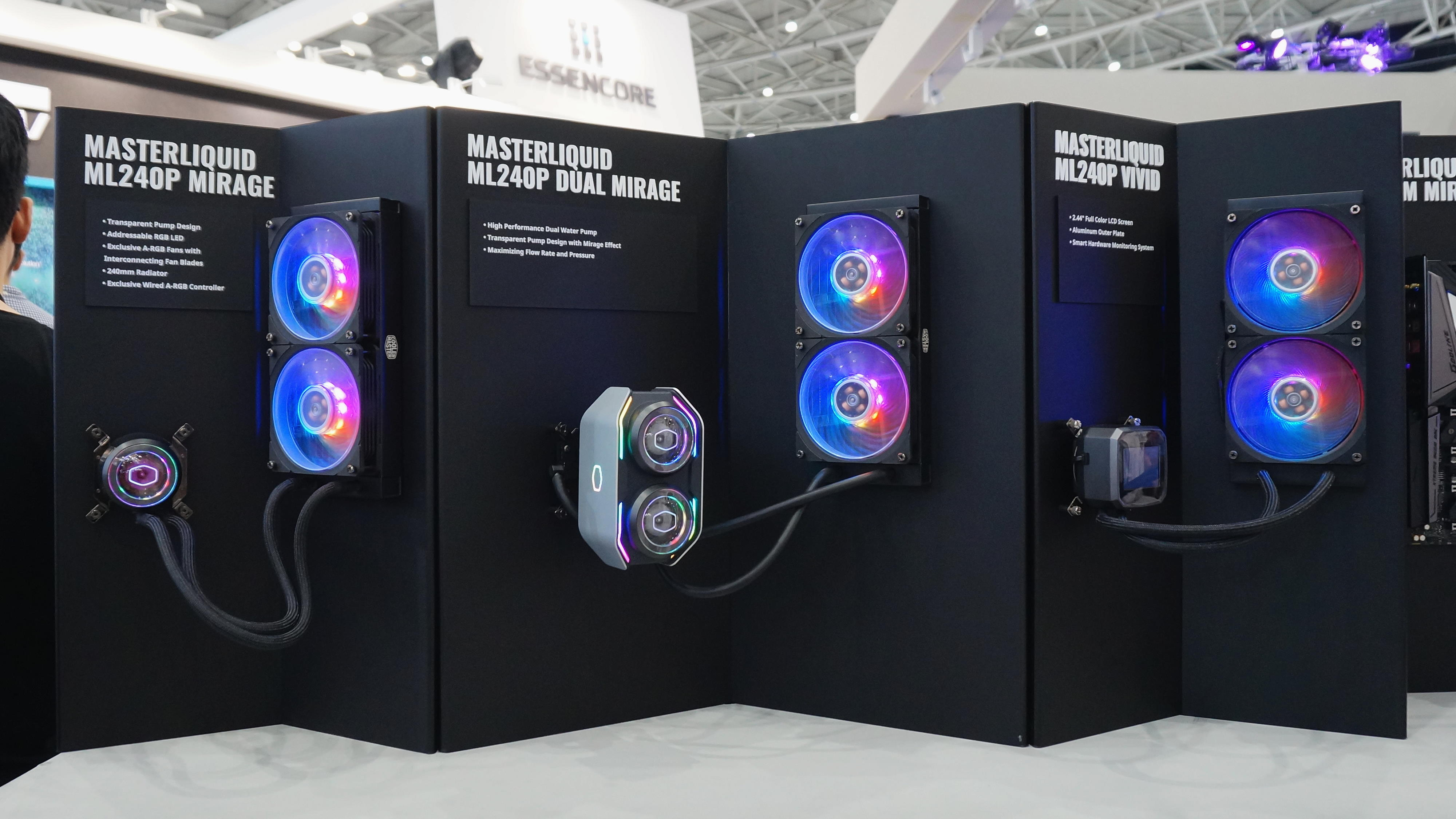
سلسلة مبردات إم إل 240 بي المائية
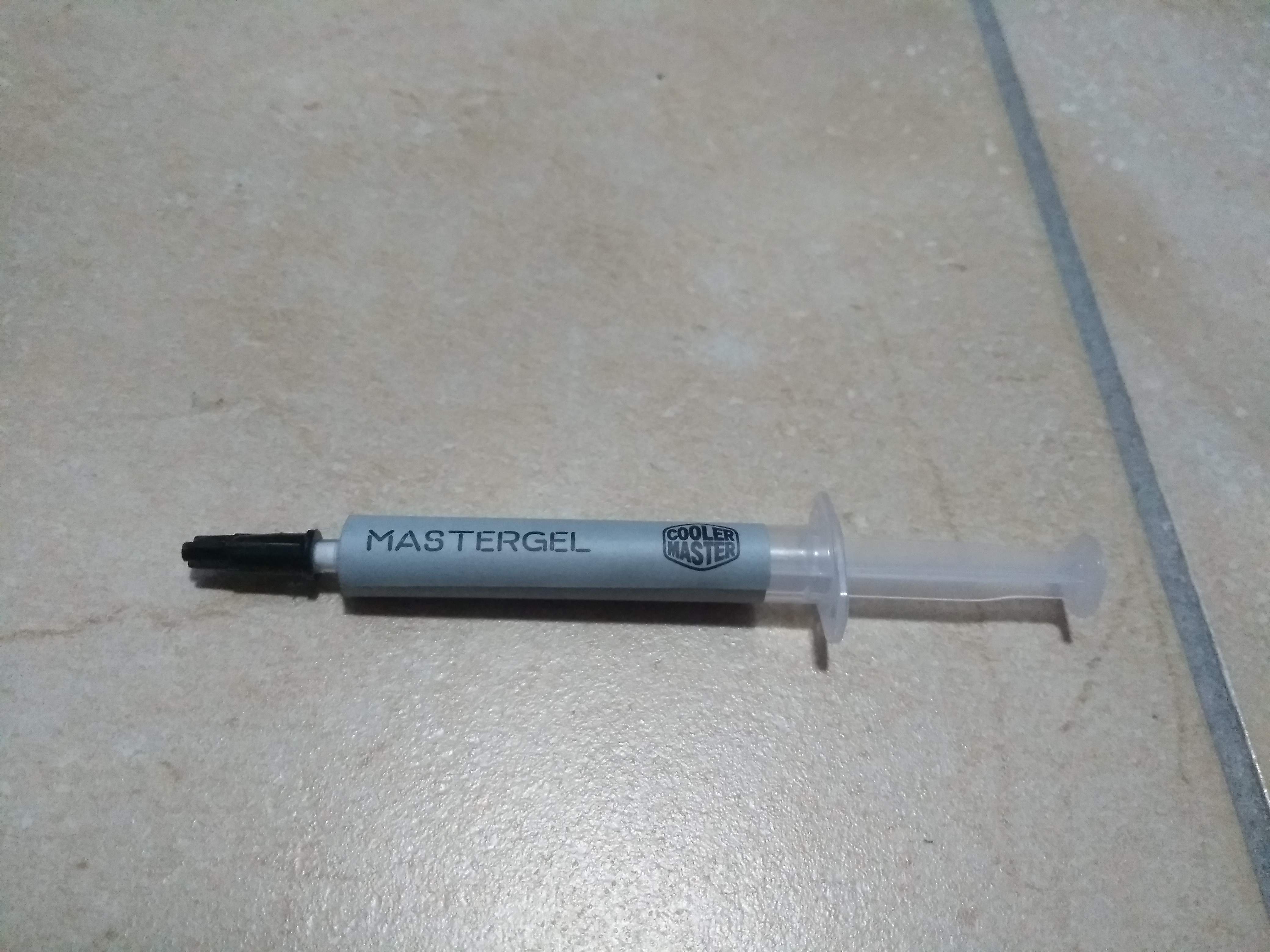
معجون توصيل حراري